# Grindmaas

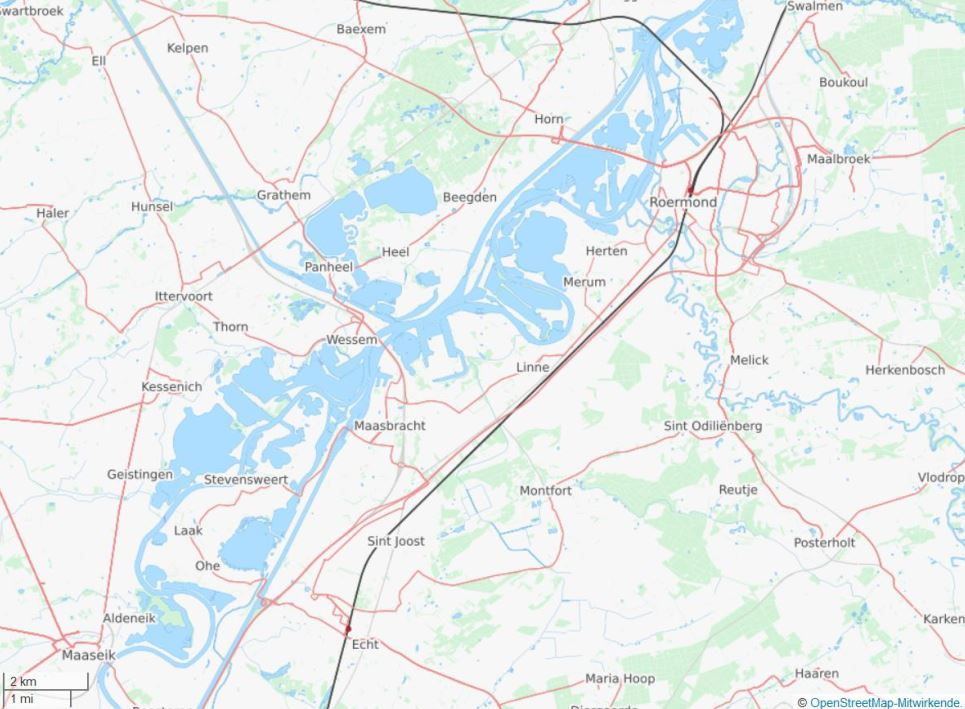
Het Maasplassengebied tussen Maaseik en Roermond

 De Grindmaas in de Nederlandse provincie Limburg is het deel van de rivier de Maas dat loopt ten zuiden van de Zandmaas. Globaal begrensd noemt men in het zuidelijke deel van Eijsden tot Roosteren meestal de Grensmaas, duidt men vooral het middenstuk van Maasbracht tot Roermond aan als Grindmaas, en naar het noorden toe de Maas «van Linne tot Lith (in Noord-Brabant)» als Zandmaas. Een iets preciezere begrenzing laat de 'Zandmaas' beginnen bij Rijkel in de gemeente Beesel, tot aan 's-Hertogenbosch.
Bij de Grindmaas bestaat de bedding vooral uit grind, bij de Zandmaas uit zand. Het verschil heeft te maken met de stroomsnelheid van de Maas, die na Roosteren zodanig verminderde dat zand en slib konden bezinken; het zwaardere grind was al eerder afgezet. Tussen Maaseik (België) en Asselt bij Roermond ligt het Midden-Limburgse Maasplassengebied, ontstaan door de grootschalige grindwinning. Het plassengebied tussen Thorn en Roermond vormt thans een 15 km² groot aaneengesloten recreatiegebied.
Het project de Maaswerken neemt zowel de Grensmaas als de Zandmaas op de schop. De Maaswerken hebben als voornaamste doel hoogwaterproblemen langs de Maas voorkomen. Nevengeschikte doelen zijn natuurontwikkeling en verbetering van de vaarroute. Bedrijven die delfstoffen winnen financieren het programma van de Maaswerken deels (Zandmaas) of zelfs grotendeels (Grindmaas).